# Strange Intruder
Pour plus de détails, voir Fiche technique et Distribution.
Strange Intruder est un film américain réalisé par Irving Rapper, sorti en 1956.

## Fiche technique
- Titre : Strange Intruder
- Réalisation : Irving Rapper
- Scénario : Warren Douglas (en) et David Evans (en) d'après un roman de Helen Fowler
- Photographie : Ernest Haller
- Montage : Maurice Wright
- Musique : Paul Dunlap
- Pays de production : États-Unis
- Format : Noir et blanc — 35 mm — 1,85:1 — Son : Mono
- Genre : Film noir
- Durée :
- Date de sortie : 1956

## Distribution
- Edmund Purdom : Paul Quentin
- Ida Lupino : Alice Carmichael
- Ann Harding : Mary Carmichael
- Jacques Bergerac : Howard Gray
- Gloria Talbott : Meg Carmichael
- Carl Benton Reid : James Carmichael
- Douglas Kennedy : Parry Sandborn
- Marjorie Bennett : Jodie
- Mimi Gibson : Libby Carmichael
- Hank Patterson (non crédité)